# Juddesjö
Juddesjö är en sjö i Gislaveds kommun i Småland och ingår i Lagans huvudavrinningsområde. Sjön är 4,3 meter djup, har en yta på 0,0731 kvadratkilometer och är belägen 280 meter över havet. Vid provfiske har abborre och gädda fångats i sjön.

## Delavrinningsområde
Juddesjö ingår i det delavrinningsområde (637143-138798) som SMHI kallar för Ovan Älgabäcken. Avrinningsområdets medelhöjd är 274 meter över havet och ytan är 25,73 kvadratkilometer. Det finns inga delavrinningsområden uppströms utan avrinningsområdet är högsta punkten. Västerån som avvattnar avrinningsområdet har biflödesordning 3, vilket innebär att vattnet flödar genom totalt 3 vattendrag innan det når havet efter 216 kilometer. Delavrinningsområdet består mestadels av skog (80 procent) och sankmarker (11 procent). Avrinningsområdet har 0,91 kvadratkilometer vattenytor vilket ger det en sjöprocent på 3,5 procent.